# Jeff Samardzija
Jeffrey Alan Samardzija (né le 23 janvier 1985 à Merrillville, Indiana, États-Unis) est un lanceur droitier des Giants de San Francisco de la Ligue majeure de baseball. 

## Enfance
Jeff Samardzija a grandi à Valparaiso dans l'Indiana dans une famille sportive. Son père Sam Samardzija était un joueur semi-professionnel de hockey sur glace et son grand frère Sam Jr. a joué au football américain et au baseball pour l'Université de Valparaiso[réf. nécessaire]. Il entre au lycée de la ville en 1999. Il se montre brillant au sein des équipes de football américain, de basket-ball et de baseball. En football américain, il est nommé trois fois dans la première équipe type de l'état et deux fois Meilleur joueur de son équipe. En baseball, il est nommé dans la première équipe type de l'état au poste de champ centre lors de sa dernière année (2003). Lors de ses trois dernières saisons au lycée, il est titulaire pour tous les matchs de football américain, de basket-ball et de baseball (plus de 160 matchs). Il sort diplômé du lycée de Valparaiso en 2003 et s'inscrit à l'université Notre-Dame.

## Carrière universitaire

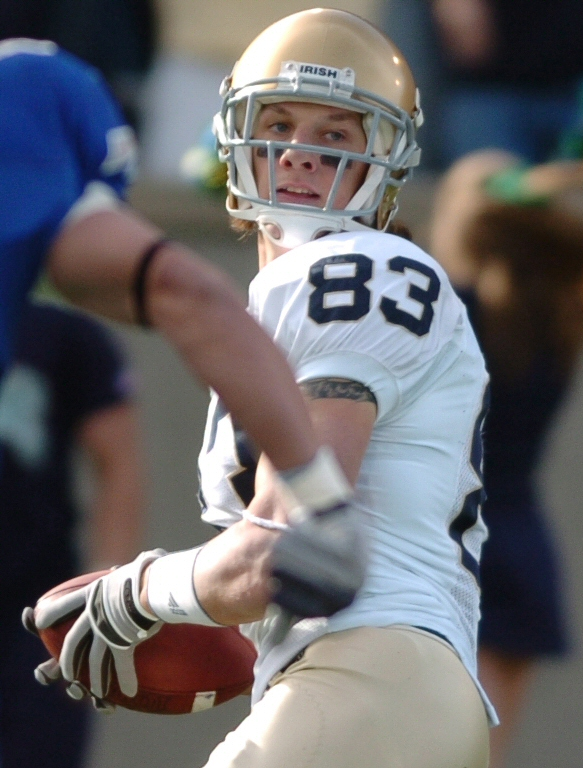
Jeff Samardzija

Pour sa première saison avec l'équipe de football américain de Notre Dame, il joue lors des 12 matchs de la saison, dont 11 au poste de receveur, mais n'est pas titulaire. Il accumule 53 yards en 7 réceptions et fait 75 apparitions dans les unités spéciales.
Au printemps, il rejoint l'équipe de baseball où il débute six matchs au poste de lanceur et entre 14 fois en jeu comme lanceur de relève. En 20 apparitions, il est crédité de 5 victoires pour 3 défaites et obtient une moyenne de 2,95 points mérités, la deuxième meilleure moyenne de la conférence Big East. Il est nommé dans l'équipe type des joueurs de première année universitaire par le magazine Collegiate Baseball.
En 2004, il reste remplaçant dans l'équipe de football américain lors des 11 premiers matchs. Il est titularisé en fin de saison lors de l'Insight Bowl contre Oregon State où il capte 5 passes pour un total de 89 yards. En 12 matchs, il aura accumulé 274 yards en 17 réceptions. Il reprend le baseball au printemps 2005. Il est lanceur partant lors de 10 matchs et entre en cours de matchs à 5 occasions. Il est crédité de 8 victoires pour 1 seule défaite, le meilleur total de victoires de son équipe et le quatrième de la conférence. Il mène aussi son équipe avec 56 retraits sur prises en 78 2⁄3 manches.
Sa troisième année dans l'équipe de football américain est celle des records. Il est titulaire lors des 12 matchs et capte 77 passes pour un total de 1249 yards (meilleur total sur une saison pour un receveur de Notre Dame). Ses 15 réceptions pour touchdowns constituent aussi un nouveau record sur une saison. À la fin de la saison, il partage le trophée de meilleur joueur de l'équipe avec le quarterback Brady Quinn et est nommé dans les premières équipes type de plusieurs associations et journaux spécialisés. Il est l'un des trois finalistes du Trophée Fred Bilenikoff récompensant le meilleur receveur de la saison universitaire. Au printemps 2006, il débute 15 matchs au poste de lanceur et se voit crédité de 
8 victoires pour 2 défaites. Il retire 61 frappeurs sur prises en 97 2⁄3 manches.

## Carrière professionnelle

### Cubs de Chicago

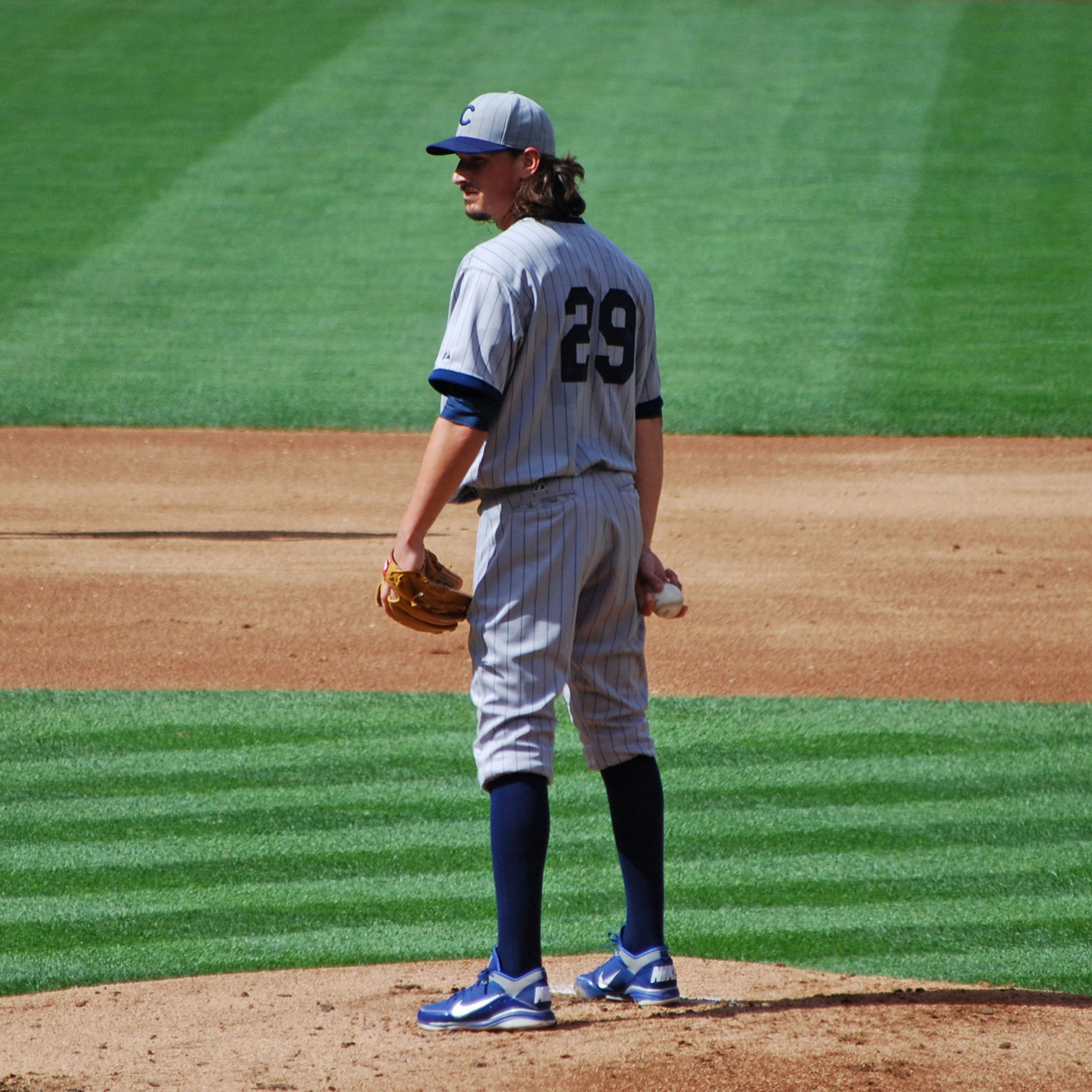
Jeff Samardzija dans un uniforme rétro des Cubs de Chicago le 29 juin 2013.

Le 7 juin 2006, il est sélectionné par les Cubs de Chicago lors du 5e tour de la draft de la Ligue majeure de baseball (149e choix global). Il signe son premier contrat avec les Cubs le 18 juin et rejoint l'équipe des Hawks de Boise dans la Northwest League (niveau A-). En 5 départs, il est crédité de 1 victoire et 1 défaite, retirant 13 frappeurs en 19 manches. En cours de saison, il est promu au niveau A dans l'équipe des Chiefs de Peoria où il est crédité d'une défaite en deux départs.
Après sa première saison de baseball professionnel, il retourne à l'université pour finir son cursus scolaire et jouer sa dernière saison en football américain. Il est titulaire lors des 13 matchs de Notre Dame et capte 78 passes pour un total de 1017 yards et 12 touchdowns. Avec 2593 yards en carrière, 179 réceptions et 27 touchdowns, il devient le meilleur receveur de l'histoire de Notre Dame. Malgré ses bonnes performances en football, Samardjiza renonce à une carrière en NFL et le 19 janvier 2007, il signe un contrat de cinq années avec les Cubs de Chicago pour un montant de 10 millions de dollars et un bonus à la signature de 2,5 millions de dollars que Samardzija devrait rembourser aux Cubs s'il venait à changer de sport au cours de son contrat. 
Il fait ses débuts en Ligue majeure le 25 juillet 2008. Après avoir saboté une avance de son équipe face aux Marlins de la Floride à ce premier match, il se reprend deux jours plus tard contre la même équipe en obtenant son premier sauvetage dans les rangs majeurs. Le 29 août suivant, il remporte sa première victoire lors d'une sortie en relève contre les Phillies de Philadelphie. Il maintient une excellente moyenne de points mérités de 2,28 avec 25 retraits sur des prises en 26 sorties et 27 manches et deux tiers lancées en 2008 pour les Cubs.
Après avoir présenté une moyenne très élevée de 7,83 points mérités accordés par partie en 27 matchs au total en 2009 et 2010, il se reprend bien avec une très bonne saison 2011. Au cours de celle-ci, Samardzija est envoyé lancer en relève à 75 reprises et il maintient sa moyenne de points mérités à 2,97 en 88 manches au monticule. Il enregistre 87 retraits sur des prises et gagne 8 parties contre 4 défaites.
En 2012, Samardzija remporte 9 victoires contre 13 défaites avec une moyenne de points mérités de 3,81 en 174 manches et deux tiers lancées lors de ses 28 départs. Ses 9,2 retraits sur des prises en moyenne par 9 manches lancées représentent le second plus haut total de la Ligue nationale après Gio Gonzalez des Nationals de Washington. Il établit son nouveau record personnel de retraits sur des prises, qu'il battra l'année suivante, avec 180. Il réussit son premier match complet en carrière le 8 septembre 2012 contre les Pirates de Pittsburgh.
En 2013, Samardjiza établit des sommets en carrière pour les départs (33), les manches lancées (213 et deux tiers) et les retraits sur des prises (214) en plus de réussit deux matchs complets, dont son premier blanchissage le 27 mai face aux White Sox de Chicago. Sa moyenne de points mérités se chiffre à 4,34 cette année-là, avec 8 victoires et 13 défaites.
En 2014, alors que les Cubs sont une fois de plus au nombre des plus mauvaises équipes de la ligue, Samardzija se distingue à ses 17 premiers départs pour Chicago grâce à une moyenne de points mérités de 2,83 et 103 retraits sur des prises en 108 manches lancées. En revanche, il obtient peu de support offensif de ses coéquipiers et ne remporte que deux matchs, contre 7 défaites.

### Athletics d'Oakland
Le 4 juillet 2014, les Cubs de Chicago échangent Jeff Samardzija et son collègue lanceur droitier Jason Hammel aux Athletics d'Oakland contre l'arrêt-court Addison Russell et le voltigeur Billy McKinney, tous deux anciens choix de première ronde, ainsi que le lanceur droitier Dan Straily. Après son excellente première demie de saison, Samardzija est invité au match des étoiles 2014, une première pour lui dans sa carrière. Cependant, la sélection des étoiles se fait tout juste avant l'échange et il venait d'être choisi au sein de l'effectif de la Ligue nationale avant de passer à une équipe de la Ligue américaine. Par conséquent, il est considéré joueur étoile mais ne peut jouer.
Samardzija continue sa belle saison 2014 une fois passé aux A's. En 16 départs pour Oakland, sa moyenne de points mérités se maintient à 3,14 en 111 manches et deux tiers lancées. Il ajoute 99 retraits sur des prises, remporte 5 victoires mais 6 défaites sont portées à sa fiche. Il termine 2014 avec un dossier perdant de 7 gains et 13 revers, une brillante moyenne de points mérités de 2,99 et 202 retraits sur des prises en 219 manches et deux tiers lancées au total en 33 départs pour les Cubs et les Athletics. Sa WHIP de 1,065 est la 8e meilleure du baseball majeur et il se classe également dans le top 10 pour le nombre de manches travaillées.

### White Sox de Chicago
Le 9 décembre 2014, Oakland échange Samardzija et le lanceur droitier Michael Ynoa aux White Sox de Chicago contre le lanceur droitier Chris Bassitt, le receveur Josh Phegley, le joueur de premier but Rangel Ravelo et l'arrêt-court Marcus Semien.
Le 25 avril 2015, il est suspendu 5 matchs à la suite d'une bagarre survenue lors d'un match le 23 avril contre les Royals de Kansas City.

### Giants de San Francisco
Le 9 décembre 2015, Samardzija signe un contrat de 90 millions de dollars pour 5 ans avec les Giants de San Francisco.